# Ashiya
Ashiya (jap. 芦屋市 Ashiya-shi) miasto w Japonii (prefektura Hyōgo) położone pomiędzy Kobe a Osaką.

## Położenie
Miasto leży w południowo-wschodniej części prefektury między Kobe a Osaką, graniczy z miastami:
- Kobe
- Nishinomiya

## Historia
Miasto powstało 10 października 1940.
17 stycznia 1995 poważnie ucierpiało podczas wielkiego trzęsienia ziemi w Kōbe.

## Literatura związana z miastem
W Ashiya znajduje się Tanizaki Junichiro Memorial Museum of Literature (芦屋市谷崎潤一郎記念館 Ashiya-shi Tanizaki Jun’ichirō Kinenkan), muzeum pamięci poświęcone pisarzowi Jun’ichirō Tanizaki. W tym też mieście toczy się częściowo akcja powieści Sasameyuki (Drobny śnieg, 1948).
W latach 50. i 60. mieszkał z rodzicami i uczęszczał do niższej szkoły średniej (gimnazjum) w Ashiya inny pisarz, Haruki Murakami (ur. 1949 r.), a na stałe mieszka w tym mieście laureatka wielu nagród literackich, w tym Nagrody im. Akutagawy, Yōko Ogawa (ur. 1962).

## Miasta partnerskie
- Stany Zjednoczone Montebello